# Ära (Geologie)
| Chronostratigraphie | Geochronologie |
| ------------------- | -------------- |
| Äonothem            | Äon            |
| Ärathem             | Ära            |
| System              | Periode        |
| Serie               | Epoche         |
| Stufe               | Alter          |

Ein Ärathem ist eine Einheit, die zur chronostratigraphischen Untergliederung der Erdgeschichte benutzt wird. Die entsprechende Zeiteinheit in der Geochronologie ist eine Ära. Sie umfasst in der Regel Zeiträume von mehreren hundert Millionen Jahren.

## Definition
Das Ärathem ist in der Hierarchie der chronostratigraphischen Einheiten der Erdgeschichte die zweithöchste Einheit. In der Geochronologie entspricht dies einer Zeitspanne, die Ära genannt wird. Die Begriffe Ärathem und Ära werden in der älteren und in der populärwissenschaftlichen Literatur häufig, aber nur zum Teil korrekt als Synonyme gebraucht. Dabei kommt der Begriff Ära wesentlich häufiger vor. Die Grenzen von chronostratigraphischen Einheiten werden durch isochrone (zeitgleiche) stratigraphische Flächen begrenzt, die durch chronostratigraphische Marker definiert sind, nicht durch absolute Alter. Allerdings sind nur die drei jüngsten Ären chronostratigraphisch definiert, die Grenzen der übrigen Ären sind durch absolute Alter datiert. Das heißt, dass nur die Äratheme, die älter als das Paläozoikum sind auch gleich wie die entsprechenden Ären definiert sind. Die Internationale Kommission für Stratigraphie strebt jedoch an, auch die vor-paläozoischen Ären chronostratigraphisch zu definieren.
Die Dauer einer Ära ist nicht per se definiert, sondern entsprechend dem historischen Kontext. Ären umfassen mit nur einer Ausnahme immer mehr als 100 Millionen Jahre, häufig mehrere hundert Millionen Jahre. Im Proterozoikum und Archaikum wurden sie durch Beschluss der Internationalen Kommission für Stratigraphie in fast regelmäßigen Abständen festgelegt.

## Gliederung eines Ärathems bzw. einer Ära
Ein Ärathem bzw. eine Ära werden in eine nicht bestimmte Anzahl von Systemen (chronostratigraphisch) beziehungsweise in Perioden (geochronologisch) unterteilt. Beispielsweise wird das Paläozoikum-Ärathem in sechs Systeme unterteilt, das Mesozoikum-Ärathem lediglich in drei Systeme. Die Äratheme des Hadaikums werden nicht weiter in Systeme unterteilt. Mehrere Äratheme beziehungsweise Ären bilden ein Äonothem beziehungsweise ein Äon.

## Einteilung der Erdgeschichte in Äonothemen bzw. Äonen und Ärathemen bzw. Ären
Derzeit wird die Erdgeschichte in vier Äonothemen bzw. Äonen und insgesamt zehn Ärathemen bzw. Ären unterteilt:
| Äonothem      | Ärathem            |
| ------------- | ------------------ |
| Phanerozoikum | Känozoikum         |
| Phanerozoikum | Mesozoikum         |
| Phanerozoikum | Paläozoikum        |
| Proterozoikum | Neoproterozoikum   |
| Proterozoikum | Mesoproterozoikum  |
| Proterozoikum | Paläoproterozoikum |
| Archaikum     | Neoarchaikum       |
| Archaikum     | Mesoarchaikum      |
| Archaikum     | Paläoarchaikum     |
| Archaikum     | Eoarchaikum        |
| Hadaikum      |                    |

Eine kommentierte Tabelle der Äonothemen/Äonen, Ärathemen/Ären und ihrer Untergliederungen findet sich im Artikel Geologische Zeitskala.